# Killeter
Killeter (Coill Íochtair in gaelico irlandese) è un comune dell'Irlanda del Nord, situato nella contea di Tyrone.